# Innenheim
Innenheim is een gemeente in het Franse departement Bas-Rhin (regio Grand Est). De gemeente maakt deel uit van het arrondissement Sélestat-Erstein maar wordt door de gemeente Bischoffsheim, dat onder het arrondissement Molsheim valt, geheel van de rest het arrondissement afgesneden. Op dezelfde manier was Innenheim deel van het kanton Obernai tot het op 1 januari 2015 werd toegevoegd aan het kanton Molsheim. Het bleef echter nog wel onder het arrondissement Sélestat-Erstein vallen, waardoor het kanton Molsheim nu niet helemaal in het gelijknamige arrondissement ligt. Innenheim telde op 1 januari 2022 1.240 inwoners.

## Geografie
De oppervlakte van Innenheim bedroeg op 1 januari 2022 6,24 vierkante kilometer; de bevolkingsdichtheid was toen 198,7 inwoners per km².

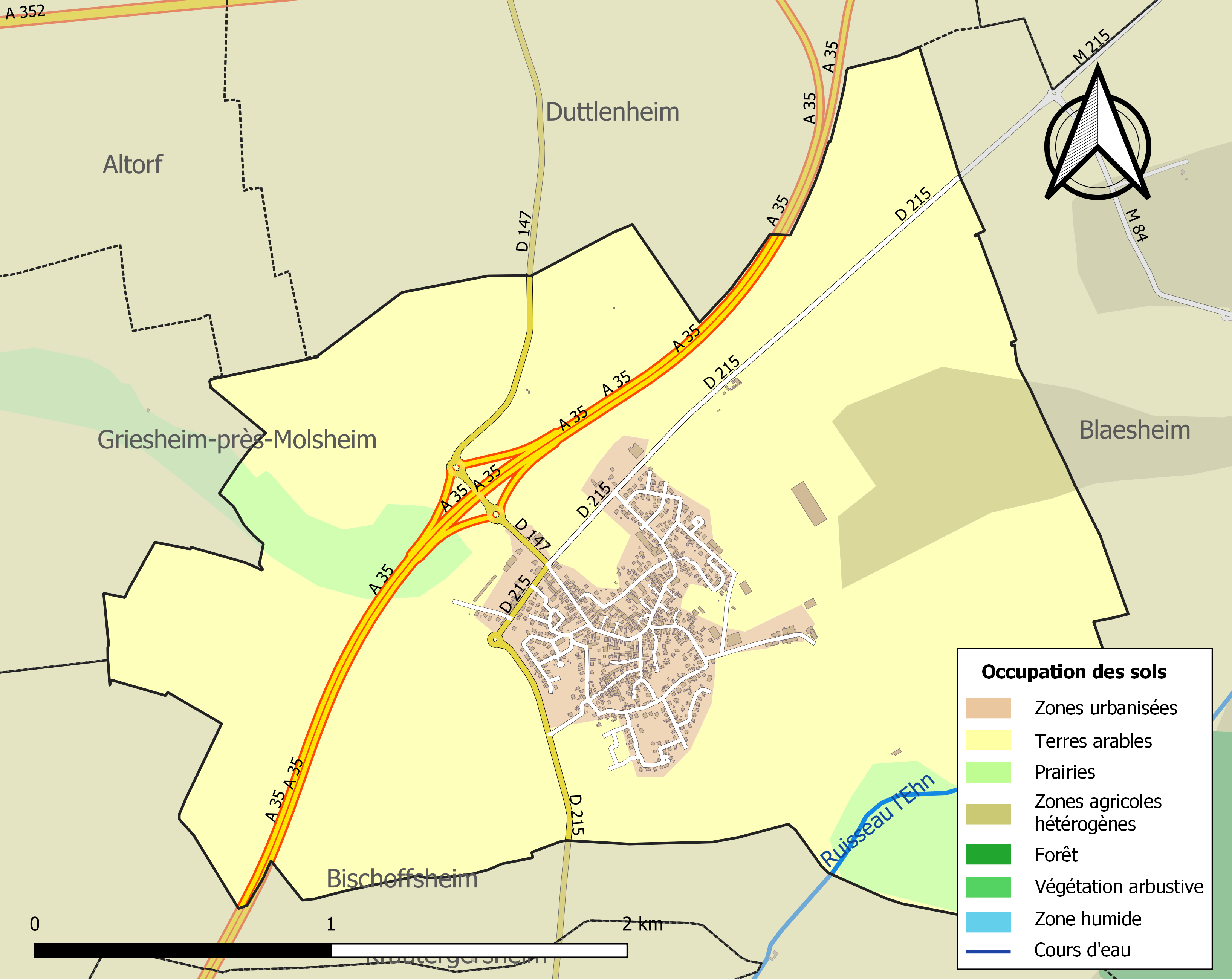
Kaart van de gemeente met de belangrijkste infrastructuur, bodemgebruik en omliggende gemeenten

## Demografie
Onderstaande figuur toont het verloop van het inwonertal (bron: INSEE-tellingen).